# Peter Resch
Peter Resch SAC (* 15. Dezember 1873 in Mettingen; † 16. Dezember 1966 in Limburg an der Lahn) war ein deutscher Priester und zwischen 1925 und 1932 Generalrektor der Pallottiner.
Am 14. August 1898 wurde er zum Priester geweiht. Er wurde in Limburg beigesetzt.